# Astracantha thracica
Astracantha thracica là một loài thực vật có hoa trong họ Đậu. Loài này được (Griseb.) Podlech miêu tả khoa học đầu tiên.